# Vuelta a Venezuela
La Vuelta a Venezuela (it. Giro del Venezuela) è una corsa a tappe maschile di ciclismo su strada che si tiene in Venezuela ogni anno nel mese di luglio. Dal 2005 fa parte del circuito UCI America Tour come prova di classe 2.2 (eccetto nell'edizione 2020, in cui è stata prova nazionale).
Fino al 1996 era riservata ai dilettanti.

## Albo d'oro
Aggiornato all'edizione 2022.
| Anno | Vincitore           | Secondo              | Terzo             |
| ---- | ------------------- | -------------------- | ----------------- |
| 1963 | Gregorio Carrizalez | Máximo Romero        | Silvio Rodríguez  |
| 1964 | Domingo López       |                      |                   |
| 1965 | Armando Blanco      |                      |                   |
| 1966 | Félix Bermúdez      |                      |                   |
| 1967 | Nicolás Reidtler    |                      |                   |
| 1968 | Fernando Fontes     |                      |                   |
| 1969 | Luís Villarroel     |                      |                   |
| 1970 | Santos Bermúdez     |                      |                   |
| 1971 | Nicolás Reidtler    |                      |                   |
| 1972 | Cirilo Correa       |                      |                   |
| 1973 | Víctor Rubiano      |                      |                   |
| 1974 | Luís Vivas          |                      |                   |
| 1975 | Ramón Ramírez       |                      |                   |
| 1976 | Ramón Noriega       |                      |                   |
| 1978 | Juan Arroyo         |                      |                   |
| 1979 | Claudio Pérez       |                      |                   |
| 1980 | Olinto Silva        |                      |                   |
| 1981 | Olinto Silva        |                      |                   |
| 1982 | Enrique Campos      |                      |                   |
| 1983 | Olinto Silva        |                      |                   |
| 1984 | Elio Villamizar     |                      |                   |
| 1985 | Elio Villamizar     |                      |                   |
| 1986 | Mario Medina        |                      |                   |
| 1987 | José Lindarte       |                      |                   |
| 1988 | Richard Parra       |                      |                   |
| 1989 | Enzo Rivas          |                      |                   |
| 1990 | Enrique Campos      |                      |                   |
| 1991 | Julio Bernal        |                      |                   |
| 1992 | Julio Bernal        |                      |                   |
| 1993 | Omar Pumar          |                      |                   |
| 1994 | Joselin Saavedra    |                      |                   |
| 1995 | Alfredo López       |                      |                   |
| 1996 | Pastor Linares      |                      |                   |
| 1997 | Javier Zapata       | Federico Muñoz       | Álvaro Lozano     |
| 1998 | Álvaro Lozano       | Hussein Monsalve     | Manuel Medina     |
| 1999 | Rui Lavarinhas      | Martín Garrido       | Pablo Pinzon      |
| 2000 | Álvaro Lozano       | Libardo Niño         | Jairo Perez       |
| 2001 | José Chacón         | Yeison Delgado       | Alvaro Peña       |
| 2002 | Federico Muñoz      | Franklin Chacón      | Manuel Medina     |
| 2003 | José Chacón         | Federico Muñoz       | Tomás Gil         |
| 2004 | Federico Muñoz      | Franklin Chacón      | José Rujano       |
| 2005 | José Chacón         | Arthur García        | Iván Castillo     |
| 2006 | José Serpa          | José Castelblanco    | José Chacón       |
| 2007 | César Salazar       | Richard Ochoa        | José Serpa        |
| 2008 | Carlos José Ochoa   | Franklin Chacón      | Freddy Vargas     |
| 2009 | José Rujano         | César Salazar        | José Chacón       |
| 2010 | Tomás Gil           | José Alarcón         | Manuel Medina     |
| 2011 | Pedro Gutiérrez     | Juan Murillo         | José Contreras    |
| 2012 | Miguel Ubeto        | Arthur García        | Adelso Valero     |
| 2013 | Carlos José Ochoa   | Juan Murillo         | Johnatan Camargo  |
| 2014 | Jonathan Salinas    | Carlos Gálviz        | John Navas        |
| 2015 | José Alarcón        | Luis Díaz            | Jonathan Salinas  |
| 2016 | Jonathan Monsalve   | José García          | José Alarcón      |
| 2017 | Carlos Torres       | Anderson Paredes     | Rodolfo Fernández |
| 2018 | Matteo Spreafico    | José Alarcón         | Anderson Paredes  |
| 2019 | Orluis Aular        | Carlos Gálviz        | Jonathan Salinas  |
| 2020 | Orluis Aular        | Roniel Campos        | Yurgen Ramírez    |
| 2021 | Jorge Abreu         | Carlos Torres        | Pedro Gutiérrez   |
| 2022 | Luis Antonio Gómez  | César David Sanabria | Weimar Roldán     |